# Anne Kristin Johansen
Anne Kristin Johansen (...) è un'ex sciatrice alpina norvegese.

## Biografia
Sciatrice polivalente, ai Campionati norvegesi Anne Kristin Johansen vinse la medaglia d'oro nella combinata e quella d'argento nella discesa libera nel 1979, quella di bronzo nello slalom gigante, nello slalom speciale e nella combinata nel 1980, quella d'argento nello slalom speciale nel 1982 e quella d'oro nello slalom speciale nel 1986; non prese parte a rassegne olimpiche né ottenne piazzamenti in Coppa del Mondo o ai Campionati mondiali.

## Palmarès

### Campionati norvegesi
- 9 medaglie[senza fonte] (dati parziali fino alla stagione 1978-1979):
  - 2 ori (combinata[1] nel 1979; slalom speciale[1] nel 1986)
  - 2 argenti (discesa libera nel 1979; slalom speciale nel 1982)
  -  5 bronzi (slalom gigante, slalom speciale, combinata nel 1980; slalom speciale, combinata nel 1981)[senza fonte]